# 谷田部憲昭
谷田部 憲昭（やたべ のりあき、1968年6月18日 - ）は日本の音楽家。静岡県出身。血液型AB型。

## 来歴
1988年 - マジックを結成。ギターを担当。当初は5人編成という形だった。曲によっては、ボーカルを担当することもあり、代表的なのは「MAGIC ISLAND」「Rock'a Billy Night」「GIMME LOVE」。
1992年 - 2代目コントラバス担当の高橋琢巳が脱退し、4人編成になったため、担当楽器をギターからコントラバスに変更。
1999年 - マジック解散。その後、期間限定スリーピースバンド「TWO FACE」のメンバーとして活動。
2002年 - 「SLIC CAT JASUS」を結成。コントラバス及びコーラスを担当。